# Калевальский район
Ка́левальский райо́н (карел. Kalevalan kanzalline piiri) или Ка́левальский национа́льный райо́н — административно-территориальная единица (район) и муниципальное образование (муниципальный район) в составе Республики Карелия Российской Федерации.
Административный центр — посёлок городского типа Калевала.
Калевальский район относится к районам Крайнего Севера.

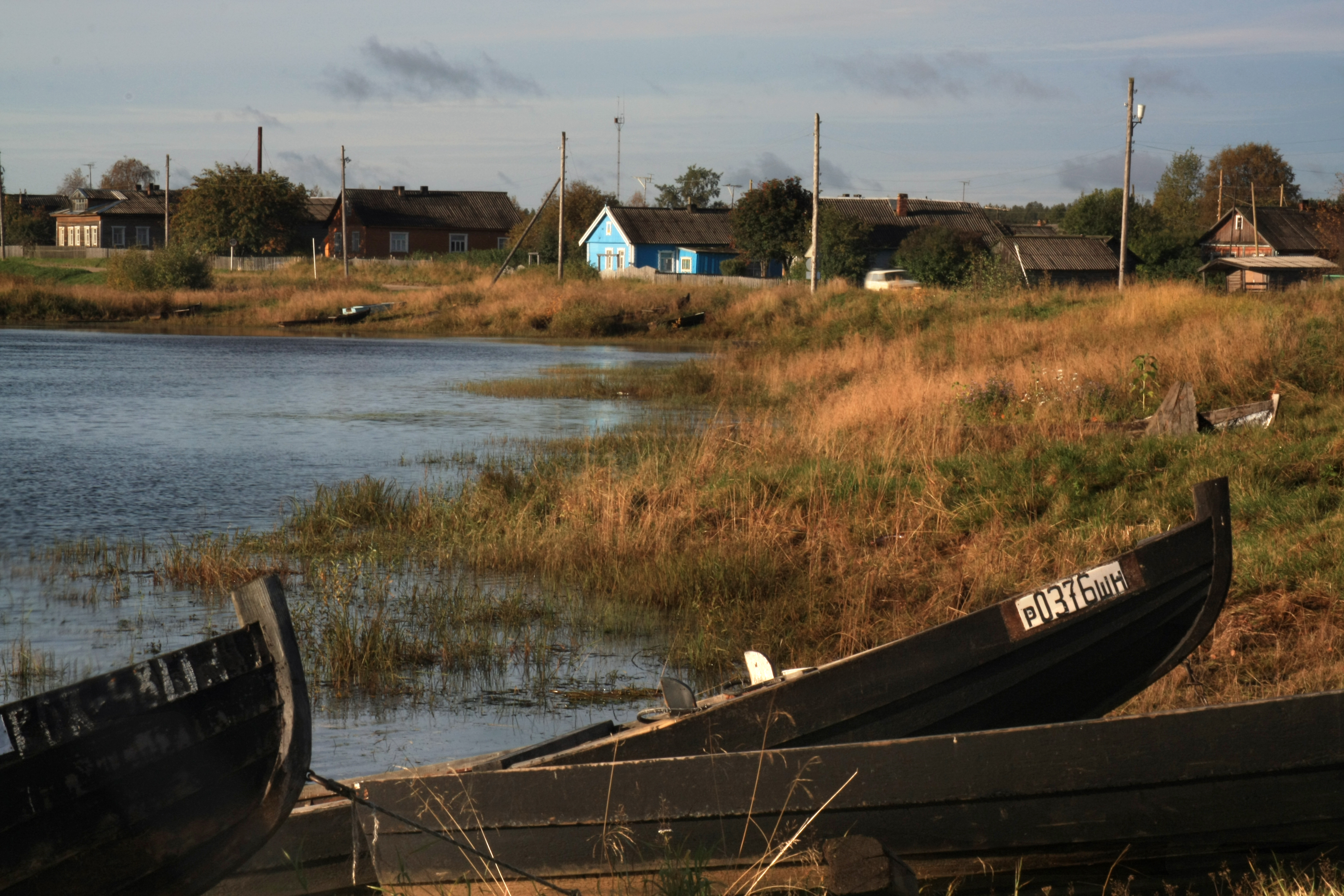
Карельские народные лодки. Юшкозеро

Является национальным районом.

## География
Калевальский национальный район расположен в северо-западной части Республики Карелия, граничит с Лоухским, Кемским, Муезерским, Беломорским районами, территорией Костомукшского горсовета и с областью Кайнуу Финляндии. Общая площадь территории — 13316 км².
Для района характерно изобилие водоёмов. Их насчитывается несколько тысяч. Водоёмы занимают 1/6 часть территории, в их числе 50 больших озёр, 13 рек. Протяжённость судоходных водных путей составляет 185 км, 30 процентов территории района занимают болота. Одно из самых больших болот — Юпяужшуо, расположенное в низовье реки Кепа.
Имеются полезные ископаемые: молибден, железная руда, кварцит, медь, торф.
Главным природным богатством района является лес. На территории района в 2006 году образован национальный парк «Калевальский».

## История
В 1785—1796 гг. территория входила в Кемский уезд Олонецкого наместничества.
В 1796—1919 гг. территория в составе Архангельской губернии.
В 1919—1920 гг. территория района входила в состав Северокарельского государства (Ухтинской республики).
В 1920—1921 гг. в Карельской трудовой коммуне.
В 1921—1922 годах снова в Северокарельском государстве (Ухтинской республике).
В марте 1922 года в составе Карельской трудовой коммуны был образован Ухтинский район, выделенный из Кемского уезда в составе 7 волостей с площадью 26880 квадратных верст. Районное управление находилось в Ухте. В октябре 1923 года Ухтинский район был преобразован в Ухтинский уезд.
29 августа 1927 года постановлением Президиума ВЦИК в рамках ликвидации прежней уездной сетки административно-территориального деления и районирования Автономной Карельской ССР был образован Ухтинский район. В состав района были включены следующие волости упразднённого Кемского уезда: Тихтозерская, Ухтинская, Вокнаволоцкая, Кондокская волости полностью, Юшкозерская волость без селений Чиркокемь, Хижезеро и Келлогора, а также селения Лужма Кимасозерской волости и Шомбозеро — Погосской волости. Первоначально район носил название — Ухтинский район. Площадь района в первоначально установленных границах составила 15540 км². В состав района вошли 14 сельсоветов: 1) Бабьегубский, 2) Войницкий, 3) Вокнаволоцкий, 4) Каменозерский, 5) Кондокский, 6) Костомукшский, 7) Кушевандский, 8) Лусалмский, 9) Понгалакшский, 10) Сопосалмский, 11) Тихтозерский, 12) Ухтинский, 13) Ювалакшский и 14) Юшкозерский. Также в район входило 250 сельских населённых пунктов.
В 1930 году произведено укрупнение района за счёт упразднённого соседнего Кемирецкого района, а также некоторое укрупнение сельсоветов. Площадь района возросла до 20286 км². После укрупнения в состав Ухтинского района входило 15 сельсоветов: 1) Бабьегубский, 2) Войницкий, 3) Вокнаволоцкий, 4) Каменозерский, 5) Кондокский, 6) Костомукшский, 7) Курзиевский, 8) Лусалмский, 9) Панозерский, 10) Понгалакшский, 11) Сопасалмский, 12) Тихтозерский, 13) Ухтинский, 14) Ювалакшский и 15) Юшкозерский.
Постановлением Президиума ВЦИК от 20 февраля 1935 года Ухтинский район был переименован в район Калевалы (Калевальский район).
В период Великой Отечественной войны район стал театром военных действий. В начале июля 1941 года на территорию Калевальского района вторглась финская группа «Ф» III армейского корпуса. Этим силам противостояла советская 54-я стрелковая дивизия 7-й армии Северного фронта неполного состава (два стрелковых полка), занимавшая оборону на рубеже реки Войницы. В середине июля финны смогли прорвать советскую оборону, и 54-я дивизия была вынуждена отступить на восток на 10 км, заняв новый рубеж — от озера Большое Кис-Кис до реки Чирка-Кемь. Прорвать этот рубеж финны не смогли, и линия фронта на ухтинском направлении стабилизировалась до 1944 года. Таким образом, ухтинское направление стало одним из немногих участков Восточного фронта, где войска стран Оси достигли минимальных успехов.
В дальнейшем финские войска на этом участке фронта были сменены немецким XVIII горнострелковым корпусом. После выхода Финляндии из войны немцы в начале октября 1944 года покинули территорию Советской Карелии.
Почти всё население района в начале войны было эвакуировано в тыл. По данным финского «Военного управления Восточной Карелии», к концу 1941 года на оккупированной территории Ухтинского района проживало лишь 534 человека, к концу 1943 года — 602 человека
В соответствии с указом Президиума Верховного Совета РСФСР от 1 февраля 1963 года Калевальский район был упразднён, его территория предана Кемскому промышленному району.
Восстановлен Калевальский район был указом Президиума Верховного Совета РСФСР от 30 декабря 1966 года.

## Население
| 1989   | 2002    | 2009  | 2010  | 2011  | 2012  | 2013  | 2014  |
| ------ | ------- | ----- | ----- | ----- | ----- | ----- | ----- |
| 11 860 | ↘10 628 | ↘9560 | ↘8321 | ↘8267 | ↘8035 | ↘7855 | ↘7525 |
| 2015   | 2016    | 2017  | 2018  | 2019  | 2020  | 2021  | 2023  |
| ↘7273  | ↘7063   | ↘6921 | ↘6774 | ↘6641 | ↘6563 | ↘6176 | ↘5939 |

Согласно прогнозу Минэкономразвития России, численность населения будет составлять:
- 2024 — 6,17 тыс. чел.
- 2035 — 4,89 тыс. чел.

### Урбанизация
В городских условиях (пгт Калевала) проживают 57.53 % населения района.

### Национальный состав
По данным переписи 2002 года следующий:
- русские — 46,34 %
- карелы — 35,94 %
- белорусы — 9,83 %
- украинцы — 3,24 %
- прочие — 4,65 %

По итогам переписи населения 2020 года проживали следующие национальности (национальности менее 0,1 % и другое, см. в сноске к строке «Другие»):
| Национальность | Численность, чел. | Доля     |
| -------------- | ----------------- | -------- |
| Русские        | 3822              | 61,88 %  |
| Карелы         | 1671              | 27,06 %  |
| Белорусы       | 308               | 4,99 %   |
| Украинцы       | 99                | 1,60 %   |
| Финны          | 22                | 0,36 %   |
| Поляки         | 18                | 0,29 %   |
| Татары         | 12                | 0,19 %   |
| Таджики        | 9                 | 0,15 %   |
| Литовцы        | 9                 | 0,15 %   |
| Мордва         | 8                 | 0,13 %   |
| Другие         | 198               | 3,20 %   |
| Итого          | 6176              | 100,00 % |

## Территориально-муниципальное устройство
В Калевальский муниципальный район входят 4 муниципальных образования, в том числе 1 городское поселение и 3 сельских поселения:
| № | Муниципальное образование        | Административный центр | Количество населённых пунктов | Население (чел.) | Площадь (км²) |
| - | -------------------------------- | ---------------------- | ----------------------------- | ---------------- | ------------- |
| 1 | Калевальское городское поселение | пгт Калевала           | 2                             | ↘3575            | 120,00        |
| 2 | Боровское сельское поселение     | посёлок Боровой        | 1                             | ↘1312            | 3146,00       |
| 3 | Луусалмское сельское поселение   | посёлок Луусалми       | 3                             | ↘265             | 5507,00       |
| 4 | Юшкозерское сельское поселение   | деревня Юшкозеро       | 3                             | ↘787             | 4486,90       |

## Населённые пункты
В Калевальском районе 9 населённых пунктов:
| № | Населённый пункт | Тип     | Население | Муниципальное образование        |
| - | ---------------- | ------- | --------- | -------------------------------- |
| 1 | Боровой          | посёлок | ↘1312     | Боровское сельское поселение     |
| 2 | Войница          | посёлок | ↘19       | Луусалмское сельское поселение   |
| 3 | Калевала         | пгт     | ↘3417     | Калевальское городское поселение |
| 4 | Кепа             | посёлок | ↘299      | Юшкозерское сельское поселение   |
| 5 | Куусиниеми       | посёлок | ↘158      | Калевальское городское поселение |
| 6 | Луусалми         | посёлок | ↘333      | Луусалмское сельское поселение   |
| 7 | Новое Юшкозеро   | посёлок | ↘337      | Юшкозерское сельское поселение   |
| 8 | Тихтозеро        | деревня | ↘0        | Луусалмское сельское поселение   |
| 9 | Юшкозеро         | деревня | ↘430      | Юшкозерское сельское поселение   |

## Местное самоуправление
Главы муниципального района
- Любовь Валерьевна Мостайкина[1]

Главы администрации района
- Александр Анатольевич Гладий[33]

## Образование и культура
В районе действуют 8 общеобразовательных школ, 10 дошкольных учреждений, детско-юношеская спортивная школа.
- Этнокультурный центр «Виенан Карьяла» посёлка Калевала[34].
- Литературный музей карельского писателя Ортьё Степанова в деревне Хайколя.

## Районная газета
Первый номер районной газеты на финском языке «Punainen Uhtua» («Красная Ухта», редактор В. Аалтанен) вышел в свет 30 октября 1931 года. В 1935—1953 годах газета выходила под названием «Kalevalan Bolsheviikki» («Большевик Калевалы»), в 1953—1991 годах выходила на русском языке под названием «Коммунист Калевалы». С 1991 года выходит под названием «Новости Калевалы».

## Экономика
Основу экономики района составляют лесозаготовка и лесопереработка.
- Отдел ЗАГС Калевальского национального района, Управление ЗАГС по РК (186910, Калевальский район, Калевала, ул. Советская 11)
- Отдел пенсионного страхования Пенсионного фонда России в Калевальском районе (186910, Калевальский район, Калевала, ул. Советская 11)
- Отдел по статистике (186910, Калевальский район, Калевала, ул. Советская 11)
- Отделение ФСБ РФ по РК (186910, Калевальский район, Калевала, ул. Советская 11)

## Известные уроженцы
Мартти Карьялайнен ― карельский рунопевец.

### Почётные граждане района
Звания «Почётный гражданин Калевальского района» удостоены:
| Год присвоения звания | Имя                                   |
| --------------------- | ------------------------------------- |
| 1988                  | Матвей Исакович Пирхонен              |
| 2007                  | Арне Семёнович Иванов                 |
| 2007                  | Вениамин Матвеевич Карпушов           |
| 2012                  | Виено Григорьевна Микшиева (Кеттунен) |
| 2014                  | Людмила Алексеевна Кондратьева        |
| 2016                  | Александра Степановна Степанова       |
| 2017                  | Валентина Кирилловна Сабурова         |

## Достопримечательности
На территории района сохраняются памятники историко-культурного наследия.

## Религиозные организации
- Петропавловская церковь в посёлке Калевала. Адрес: ул. Вяйнемейнена д. 1. Настоятель — иерей Евгений Коренев.